# Kapelln
Kapelln è un comune austriaco di 1 389 abitanti nel distretto di Sankt Pölten-Land, in Bassa Austria; ha lo status di comune mercato (Marktgemeinde). Istituito nel 1854, nel 1971 ha inglobato il comune soppresso di Thalheim.